# Railway Chateau Cemetery
Railway Cemetery Cemetery est un cimetière militaire britannique avec tombe de la Première Guerre mondiale, situé dans le village belge Vlamertinge, un arrondissement d'Ypres. 
Le cimetière est situé à 2,4 km à l'est de l'église de Vlamertinge et à 2 km à l'ouest de la Grand-Place d'Ypres. À travers un pont, une clôture et un chemin d'environ 50 mètres de long, vous arrivez à ce petit cimetière dessiné par William Cowlishaw. Le terrain fait 445 m2. La Croix du Sacrifice est à la fin du chemin où vous entrez dans le lieu.
Il y a 105 Britanniques enterrés.

## Histoire
À l'origine, ce cimetière s'appelait le cimetière des cabarets de la rue Saint-Augustin ou le cimetière des postes L.4. Mais parce que près d'un château qui a été appelé par le British Railway Chateau (il y avait un chemin de fer à voie étroite), ce cimetière est devenu connu sous son nom actuel. Il a été commencé en novembre 1914 et a été utilisé par intermittence jusqu'à l'automne de 1917 (troisième bataille d'Ypres). Il y a 105 Britanniques, dont 6 ne pouvaient plus être identifiés. Ils appartenaient à différents régiments parce qu'ils étaient rassemblés des champs de bataille autour d'Ypres pendant cette période. Une tombe française a été plus tard enlevée.

## Soldats distingués
- J.W. Banner, soldat du Worcestershire Regiment a reçu le Distinguished Conduct Medal (DCM).

Le cimetière a été protégé en tant que monument en 2009.